# Kitty Hawkklasse
De Kitty Hawkklasse is een klasse van supervliegdekschepen van de Amerikaanse marine. De klasse bestond uit drie vliegdekschepen. De bouw van het eerste daarvan begon in 1956. Dit eerste schip, de USS Kitty Hawk, en bleef als laatste (tot 2009) in de vaart. Een vierde schip USS John F. Kennedy, heeft een aantal grote verschillen tegenover de andere drie schepen en wordt daarom als de aparte John F. Kennedy-klasse beschouwd.

## Geschiedenis
De Kitty Hawkklasse van grote supervliegdekschepen was gebaseerd op de eerdere
Forrestalklasse uit de jaren vijftig. De schepen waren groter en
hadden een gewijzigd vliegdek met verplaatste vliegtuigliften. Ze werden aangedreven
door vier conventionele stoomturbines met acht stoomketels. Het eerste schip
in deze klasse dat gebouwd werd was de USS Kitty Hawk. Diens bouw begon in 1956
en het schip kwam in 1961 in dienst. De indienstname van de Constellation volgde een
maand later. De America volgde in 1965 en de John F. Kennedy in 1968.
De USS John F. Kennedy was in feite een aangepaste versie van de Kitty Hawkklasse.
Door de grote verschillen beschouwde de Amerikaanse marine
hem als een aparte klasse. Het schip werd oorspronkelijk besteld met kernaandrijving.
Hiervan werd tijdens de bouw echter afgezien en het schip kreeg stoomketels.
De John F. Kennedy werd begin 2007 buiten dienst gesteld. De Constellation was
in 2003 al buiten dienst gesteld en Kitty Hawk is uit de vaart genomen in 2009.
Twee schepen, de Kitty Hawk en de Constellation, werden eind jaren tachtig
gemoderniseerd in het Service Life Extension Program (SLEP). De America zou
die modernisering een paar jaar later ook ondergaan maar in de plaats daarvan
werd het schip wegens besparingen in 1996 uit dienst gesteld. De America was
toen in slechte staat en werd op 14 mei 2005 tot zinken gebracht terwijl
het een doelwit was voor schietoefeningen.

## Schepen
- USS Kitty Hawk (CV-63): In dienst genomen op 29 september 1961 en op 12 mei 2009 uit dienst genomen.
- USS Constellation (CV-64): In dienst genomen op 27 oktober 1961 en op 7 augustus 2003 uit dienst genomen.
- USS America (CV-66): In dienst genomen op 23 januari 1965 en op 9 augustus 1996 uit dienst genomen.